# Косоокість
Косоо́кість, страбі́зм (лат. strabismus від дав.-гр. στραβισμός), тропі́я (лат. tropia від дав.-гр. τρόπος — «поворот»), також зизува́тість, рідко діалектне зизоо́кість — це періодичне або постійне відхилення зорової осі одного або обох очей від загальної точки фіксації, яке супроводжується порушенням бінокулярного зору і значним зниженням гостроти зору на оці, що косить. Косоокість — це розлад зору, при якому очі дивляться в різні напрямки. Іноді косоокість є самостійним захворюванням, яке спричинює неправильна робота одного чи кількох очних м'язів, що призводить до неправильного положення очей. Частіше косоокість є симптомом офтальмологічних та неврологічних хвороб.
У нормі обидва ока фокусуються на один предмет, але передають у головний мозок людини зображення «зі своєї точки зору». Мозок об'єднує два зображення, що створює об'єм та цілісність образу. Для того, щоб головний мозок міг з'єднати два зображення в одне, дуже важливо, щоб всі 12 м'язів ока працювали правильно та узгоджено.

## Класифікація
У косоокості (тропії) виділяють езотропію, при якій обидва ока спрямовані досередини, екзотропію, коли обидва ока спрямовані вбоки, і гіпертропію (гіпотропію), де очі відхиляються по вертикалі. Крім того, розрізняють співдружну косоокість (strabismus comitans), при якій кути відхилення зорових осей зберігаються в усіх напрямках зору, і неспівдружну (strabismus incomitans), коли кути розрізнюються в одному чи кількох напрямках зору (також при цьому рухомість ока відсутня або обмежена).

## Причина косоокості
Основна причина виникнення косоокості — неузгодженість роботи м'язів ока. Найчастіше воно розвивається в ранньому дитячому віці через неправильний розвиток бінокулярного зору. Тому дуже важливо виявити косоокість у дітей якомога раніше, оскільки діти дуже легко адаптуються. Якщо виникає косоокість, мозок дитини починає отримувати два зображення, які занадто різні відрізняються один від одного, та через це він не може зіставити їх в одне ціле. Виникає роздвоєння. Поступово мозок пригнічує одне зображення, як правило, з ока, що косить, даючи змогу мозку працювати тільки з одним зображенням. Таким чином, розвивається амбліопія.

## Поняття амбліопії
Амбліопія або «ліниве око» — це порушення зору, при якому одне з двох очей бере меншу участь в процесі зору. Амбліопія — це зворотне зниження гостроти зору. Амбліопія розвивається при таких захворюваннях, як косоокість, далекозорість, астигматизм, катаракта тощо.
При косоокості у дітей може розвинутись нахил чи поворот голови, щоб компенсувати косоокість та позбавитись від роздвоєння.
Причини косоокості можуть бути різними: вона може бути вродженою, може розвинутись через високу короткозорість чи далекозорість. Різного роду травми та хвороби також можуть спровокувати косоокість, інколи таке відбувається після невдалих операцій на очах.

## Лікування
Лікування амбліопії — основний первинний етап лікування. Слід пам'ятати, чим раніше проблема буде виявлена, чим раніше розпочнеться лікування, тим більше шансів на нормальний зір. Думка, що косоокість може пройти сама по собі — помилкова. Щобільше, за відсутності спостереження та належного лікування амбліопії можливий розвиток серйозних ускладнень. Повністю нормалізувати функції ока можна лише в дитинстві, коли зорова система ще не сформувалась і має значні резерви. косоокості, тому що від його ефективності залежить результат хірургічного лікування косоокості.
Лікування амбліопії можна проводити в домашніх умовах під контролем офтальмолога. Якщо цього не достатньо, існує апаратне лікування амбліопії. Основною метою лікування косоокості є відновлення правильного положення очей, розвиток бінокулярного та стереоскопічного зору. У дітей легше лікувати косоокість. Методи лікування косоокості залежать від багатьох факторів: віку пацієнта, причини виникнення косоокості, її виду та ступеня відхилення.
Лікування косоокості має два основних направлення:
- терапевтичне лікування косоокості;
- хірургічне лікування косоокості.

Якщо косоокість акомодаційна — її лікують за допомогою окулярів. Першочергово дитині призначають коректувальні окуляри для постійного носіння. Вони повністю виправляють таку косоокість.
При неакомодаційній косоокості окулярна корекція малоефективна. У таких випадках лікар часто призначає оклюзію (заклеювання здорового ока) та комплексне апаратне лікування (заняття на синоптофорі, спеціальних апаратах, використання спеціальних лікувальних комп'ютерних програм і терапевтичного лазера). Апаратне лікування косоокості направлене на усунення амбліопії.  Надалі проводиться хірургічне лікування косоокості.
Сутність оперативного лікування косоокості полягає в зміні місця прикріплення зовнішніх м'язів ока до зовнішньої оболонки ока з метою виправлення положення ока при погляді прямо. Операція проводиться на поверхні очного яблука і може за необхідності виконуватись у дітей раннього дитячого віку. Операції передує спеціальне обстеження, в ході якого планується об'єм втручання яке буде проводитись і моделюється положення ока після операції. При великих кутах косоокості може знадобитись два етапи операції, в проміжках між якими може бути призначено терапевтичне лікування та користування спеціальними окулярами Франеля.